# Launaea sarmentosa
Launaea sarmentosa é uma erva da família Asteraceae, endémica em Maurícia, é usada para uso medicinal e dietas.